# Orimarga (Orimarga) melanopoda
Orimarga (Orimarga) melanopoda is een tweevleugelige uit de familie steltmuggen (Limoniidae). De soort komt voor in het Neotropisch gebied.